# 陳嬰 (弘治進士)
陳嬰（1464年—？），字民懷，江西撫州府臨川縣人，民籍，明朝政治人物。

## 生平
弘治五年（1492年）壬子科江西鄉試第三名舉人。弘治六年（1493年）中式癸丑科會試第二十三名，二甲第三名進士。官刑部主事。

## 家族
曾祖陳孔立；祖父陳彥持，封工部主事；父陳勉，福州知府。母梁氏（封安人）。具庆下。兄陳威，行人。弟陳婣。